# 10045 Dorarussell
10045 Dorarussell este o planetă minoră (asteroid), cu un diametru de 16,044 km, din centura de asteroizi. A fost descoperită pe 6 septembrie 1985 la Observatorul La Silla de Henri Debehogne și a fost numită după Dora Oake Russell⁠(d). 
Obiectul prezintă o orbită caracterizată de o semiaxă mare de 3,1160345 UAi, o excentricitate de 0,13, o înclinație de 1,85056 ° în raport cu ecliptica.